# Die Guten
Die Guten sind eine am 15. August 1989 in Nürnberg gegründete kommunale Wählergruppe die seit 1996 im Nürnberger Stadtrat vertreten ist.

## Geschichte
Die Guten gründeten sich 1989 im Zusammenhang mit der drohenden Schließung des Kunstverein Hintere Cramergasse e.V.
1996 errangen sie mit 1,5 Prozent der Stimmen ein Mandat und sind seitdem ununterbrochen im  Stadtrat vertreten, von 1996 bis 2020 mit Stephan Grosse-Grollmann und seit 2020 mit Alexandra Thiele.
Um auch eine Stimme in verschiedenen Ausschüssen zu haben, sind die Guten immer wieder auch Teil einer Ausschussgemeinschaft. In der Amtszeit 2002 bis 2008 war Grosse-Grollmann im Verkehrsausschuss und dem Ausschuss Nürnberg-Bad vertreten. 2014 bildeten Die Guten eine Ausschussgemeinschaft mit ÖDP, Piraten, FDP und einem Stadtrat der FW. Aktuell, seit 2020, mit ÖDP, Linke Liste, FW und FDP. Dadurch ist Alexandra Thiele im Kulturausschuss, Jugendhilfeausschuss und im Werkausschuss Frankenstadion Nürnberg (FSN).

## Programm
Die Wählergemeinschaft setzte sich nach eigener Angabe „für eine kreative und phantasievolle Weiterentwicklung“ Nürnbergs ein. Ein Großteil der Stadtratskandidaten sind Kulturschaffende, Künstler und Fotografen. Die Guten engagieren sich für einen Ausbau der Straßenbahn, für eine Verbesserung des Schwimmunterrichts an den Schulen oder die Rückverlegung des Neptunbrunnens in die Altstadt.
Auf Initiative der Guten wurde 1998 das Nachtbusnetz NightLiner eingeführt. Das Bauprogramm für Radwege Aus 1 mach 3 geht auf eine Initiative der Guten zurück. Die Stadt Nürnberg hat sich verpflichtet, für jeden gespendeten Euro das Programm mit zwei Euro zu unterstützen.
Während des Streiks im AEG-Werk errichteten sie Anfang Mai 2006 auf dem Bahnhofsplatz ein Mahnmal aus alten Waschmaschinen. Am 17. Februar 2008 versuchten die Guten auf einem Bahnsteig des Nürnberger Hauptbahnhofes neben einer Raucherzone unter anderem eine Zone für Nichtschwimmer und Schokoladenesser einzurichten, um gegen das Nichtraucherschutzgesetz und seine Folgen zu protestieren.

## Wahlergebnisse
| Wahl | Rat der Stadt | Rat der Stadt | Rat der Stadt | Oberbürgermeisterwahl | Oberbürgermeisterwahl | Oberbürgermeisterwahl |
| ---- | ------------- | ------------- | ------------- | --------------------- | --------------------- | --------------------- |
| Wahl | %             | Wähler        | Sitze         | KandidatIn            | %                     | Wähler                |
| 1990 | --            | --            | --            | Kurt Gebhardt         | 1,3 %                 | 3.032                 |
| 1996 | 1,2 %         | 188.142       | 1 von 70      | Claudia Rößner        | 2,4 %                 | 4.803                 |
| 2002 | 2,0 %         | 255.899       | 1 von 70      | Nikolaus Struck       | 1,2 %                 | 2.325                 |
| 2008 | 2,3 %         | 277.350       | 1 von 70      | Nikolaus Struck       | 0,7 %                 | 1.340                 |
| 2014 | 1,7 %         | 186.677       | 1 von 70      | Nikolaus Struck       | 0,6 %                 | 1.027                 |
| 2020 | 0,8 %         | 95.845        | 1 von 70      | Philipp Schramm       | 0,4 %                 | 637                   |